# Bohdalec (kulle)
Bohdalec är en kulle i Tjeckien.   Den ligger i regionen Vysočina, i den centrala delen av landet, 130 km öster om huvudstaden Prag. Toppen på Bohdalec är 791 meter över havet, eller 104 meter över den omgivande terrängen. Bredden vid basen är 2,6 km. Bohdalec ingår i Žďárské vrchy.
Terrängen runt Bohdalec är varierad.Runt Bohdalec är det ganska tätbefolkat, med 100 invånare per kvadratkilometer. Närmaste större samhälle är Nové Město na Moravě, 8,4 km sydväst om Bohdalec. Trakten runt Bohdalec består till största delen av jordbruksmark.